# Flaga Federacji Indii Zachodnich
Flaga Federacji Indii Zachodnich – jeden z symboli państwowych Federacji Indii Zachodnich, była w użyciu w latach 1958–1962. Składała się z czterech jednakowych, białych, falowanych pasków i pomarańczowego koła na granatowym tle. Dwa paski górne są odbiciem lustrzanym dolnych.
Mimo rozwiązania federacji, niektóre państwa karaibskie do dziś występują w międzynarodowych zawodach krykietowych razem, jako Reprezentacja Indii Zachodnich, ale pod inną flagą.

## Symbolizm
Białe paski na granatowym tle symbolizowały fale na morzu, natomiast pomarańczowy okrąg symbolizował Słońce.

## Galeria

Flaga Reprezentacji Indii Wschodnich do 1999r. (Na obecną wersję są nałożone prawa autorskie).